# Mook en Middelaar
Mook en Middelaar (en limburguès Mook en Middelar) és un municipi de la província de Limburg, al sud-est dels Països Baixos. L'1 de gener del 2009 tenia 8.059 habitants repartits sobre una superfície de 18,84 km² (dels quals 1,45 km² corresponen a aigua). Limita al nord amb Heumen i Groesbeek, al sud amb Cuijk i Gennep.

## Centres de població
- Middelaar
- Molenhoek
- Mook
- Plasmolen

## Administració
El consistori municipal consta de 13 membres, format des del 2006 per:
- Dorpsgroepering Pouwels, 5 regidors
- CDA, 2 regidors
- VVD, 2 regidors
- GroenLinks, 2 regidors
- PvdA, 2 regidors